# Cuzism
Cuzismul este denumirea doctrinei naționalist-creștine dezvoltate și promovate de A.C. Cuza în cadrul Ligii Apărării Național-Creștine (LANC), având la bază lucrările și concepțiile politico-sociale ale acestuia.

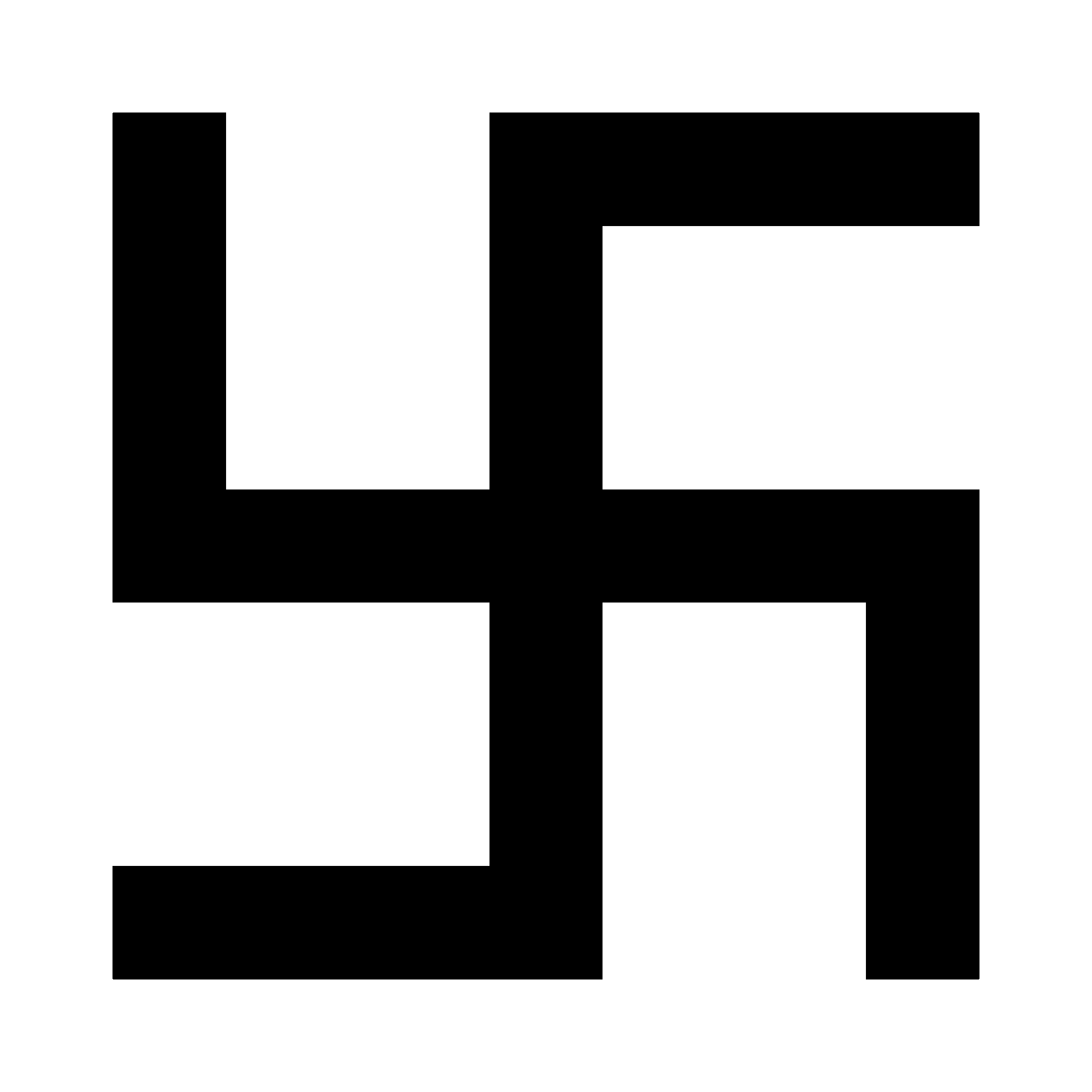
Svastica a fost simbolul LANC. Aceasta a fost asociată cu cuzismul.

Contextul în care doctrina ligii a ajuns să fie cunoscută sub denumirea de cuzism are legătură cu faptul că, inițial, LANC era asociată doar cu termenul de „antisemitism”. Cuza considera că acest termen era nepotrivit și insuficient. El argumenta, pe de o parte, că nu este vorba despre „semiți” în sens etnic, întrucât evreii nu ar fi semiți, iar, pe de altă parte, susținea că antisemitismul, în forma sa generală, este multiform și nedeterminat (în contextul României anilor 1920, antisemitismul devenise aproape sinonim cu naționalismul).

## Antisemitismul
Cuzismul era cunoscut drept „antisemitismul faptei imediate”, pentru că propunea măsuri radicale și imediate pentru rezolvarea „problemei jidănești” (fie în mod violent, fie în mod legal), pe când antisemitismul, în forma sa generală, era considerat doar „o boală înceată” (din cauza absenței sistematizării, spre deosebire de doctrina LANC).
Astfel, antisemitismul radical și organizat a constituit elementul fundamental al doctrinei LANC. Printre măsurile propuse pentru „rezolvarea problemei jidănești”, se numărau: retragerea drepturilor politice ale evreilor, confiscarea proprietăților lor, excluderea acestora din funcțiile publice și din armată, oprirea încetățenirii evreilor și chiar silirea lor să părăsească țara.
LANC își propunea a rezolva problemele politice ale țării prin a rezolva cu întâietate așa-zisa „problemă jidănească” care, conform doctrinei cuziste, era problema din care izvorau toate celelate.
O măsură aparte, vehiculată și susținută de diverse grupări naționaliste și antisemite ale vremii (printre care UNC, mișcarea studențească de la 1922, LANC, LAM și PNC) este Numerus Clausus. Măsura este tratată în profunzime de către A.C Cuza în lucrarea sa cu același nume - „Numerus Clausus” (1924) și de către Corneliu Zelea Codreanu în cartea cu memoriile sale - „Pentru legionari” (1936).
În contextul socio-economic al României, Numerus Clausus însemna limitarea numărului evreilor care puteau accede în anumite domenii economice și culturale, astfel încât să nu depășească proporția evreilor în populația generală a României. Pe de altă parte, pentru studențime, Numerus Clausus se referea la limitarea numărului de evrei din universități. Astfel de politici au fost susținute, cerute și implementate și de universitățile altor țări europene.

#### Nota biologică adusă antisemitsmului
Sub influența lui Nicolae Paulescu, antisemitismul LANC a căpătat o dimensiune biologică, în care frica de revoluție se combina cu ideea degradării națiunii, percepută ca un organism infestat cu paraziți. Evreii erau prezentați ca un pericol parazitar, care submina România, contribuind la degradarea morală și materială a poporului prin lucruri precum socialismul, bolșevismul și francmasoneria.
Paulescu s-a folosit de biologie pentru a extrage legi filosofice privind „instinctele sociale” și „conflictele umane”, încercând astfel să demonstreze că moralitatea creștină se bazează pe principii etice care își au originea în natura umană.

## Antisemitismul religios
Nicolae Paulescu (vicepreședinte al LANC) era preocupat în special de aspectele religioase ale „problemei jidănești”, în timp ce A. C. Cuza se concentra pe dimensiunea economică, vizând în mod deosebit rolul evreilor în aceasta. A. C. Cuza avea să-și dezvolte, la rândul său, antisemitismul religios, apropiindu-se de poziția lui Nicolae Paulescu, potrivit căreia Vechiul Testament nu cuprindea esența creștinismului și îl numesc lucrarea unui Dumnezeu răzbunator, nelegat de divinitatea creștină.
„Teologia creștină nu a înțeles creștinismul. Creștinismul [...] nu a continuat acțiunea lui Iisus împotriva iudaismului. Eroarea teologiei creștine a făcut ca iudaismul, desființat de Iisus, să-și întindă astăzi stăpânirea peste întregul Pământ. [...] Viitorul întreg al civilizației umane depinde de schimbarea acestei concepții a teologiei creștine.” -  A.C Cuza (1925), „Învățătura lui Isus: judaismul si teologia creștină”
Un reper ideologic pentru antisemitismul religios și viziunea religioasă ale LANC este populara lucrare a lui Nicolae Paulescu intitulată „Spitalul, Coranul, Talmudul, Cahalul și Francmasoneria” (1913): „[...] jidovii, care au moștenit învățăturile fariseice - transmise prin Talmud - cutează să sugrume religia divină, după cum strămoșii lor, acum vreo 2.000 ani, au avut îndrăzneala nemaipomenită să răstignească pe însuși Dumnezeu.”

#### Relaționarea cu biserica
Cuza și Paulescu nu au reușit, totuși, să convingă simpatizanții LANC cu privire la antisemitismul religios și respingerea Vechiului Testament. S-a incercat o atragere a preoților, însă acest lucru s-a întros împotriva lor în momentul în care patriarhul BOR a citit broșurile diseminate de Cuza, care susțineau că ortodoxia a fost „iudaizată”. Patriarhul a diseminat apoi, broșuri care să avertizeze preoții să nu se alăture ligii. LANC a reușit să obțină sprijin din partea clerului pentru prima dată la începutul anilor 1930, când diverși teologi precum Ioan Gheorghe Savin și mitropolitul Irineu Mihălcescu își încurajau colegii și studenții să sprijine LANC. Cu toate acestea, relaționarea LANC cu Biserica nu a fost niciodată atât de strânsă pe cât a fost cea a Mișcării Legionare, care a reușit cu succes să îmbine religia cu ultranaționalismul.

## Corporatismul
În doctrina Ligii Aprării Național-Creștine se prevăd 3 mari clase:
- Clasa producătoare: Constituită din țărănimea care produce materia primă necesară pentru producție;
- Clasa mijlocitoare: Constituită din meseriași, industriași și comcercianți. Aceasta se folosește de materia primă produsă de către țărănime pentru ca, la rândul său, să producă utilități și să le vândă ca mărfuri.
- Clasa conducătoare: Constituită din preoți, tehnicieni, ingineri, medici, ofițeri, avocați, profesori, etc. Scopul acesteia este să îndrume celelate clase spre un trai mai bun și să legifereze.

Se propune analogia conform căreia clasele sociale sunt asemănătoare organelor unui organism, iar, asemenea acestuia, ele trebuie să conlucreze pentru buna funcționare a întregii societăți.
Statul este prezentat ca un mediator între cele trei clase sociale, având ca scop principal menținerea armoniei și satisfacerea intereselor fiecărei clase.

## Perspectivă asupra partidelor
A. C. Cuza a încercat să cosmetizeze și să eufemizeze imaginea Ligii, cu scopul de a o diferenția de multitudinea de partide existente. El prezintă LANC nu doar ca un simplu partid, ci ca o „tovărășie de luptă”, o „frăție”. Motivul acestei cosmetizări este ideea că partidele politice tradiționale ar fi aservite „dușmanului” poporului român - evreii. Acestea, susține Cuza, ar fi finanțate prin subvenții evreiești și, astfel, ar sluji interesele acestora în locul celor ale românilor.
„Această tovărășie frățească, este dar „Ligă“ și nu „partid”. Pentru că în „Ligă“ poate să intre orice creștin, care se leagă să lupte contra jidanilor. „Liga“ nu primește dar pe nici unul, care este amestecat cu jidanii. Pe când „partidele“, primesc nu numai pe jidaniți, ci și pe jidani.” - A.C Cuza (1925), „Călăuza bunilor români”
Această idee, de a ridica organizația deasupra statutului unui simplu partid, pare să fi fost preluată și continuată de Corneliu Zelea Codreanu în cadrul Legiunii Arhanghelului Mihail:
„Mișcarea legionară, înainte de a fi o mișcare politică, teoretică, financiară, economică, etc. de formule, este o scoală spirituală în care dacă va intra un om, la celălalt capăt va trebui să iasă un erou.” - Corneliu Zelea Codreanu (2022), „Cărticica șefului de cuib”
„Atunci mă gândesc să lansez o nouă organizație națională, pentru combaterea comunismului jidănesc, în care să intre și „Legiunea Arhanghelul Mihail” și oricare alte organizații de tineri, peste deosebire de partide [...]” -Corneliu Zelea Codreanu (2024), „Pentru legionari”